# ريتشارد ألان كاش
ريتشارد ألان كاش (بالإنجليزية: Richard A. Cash)‏ هو فيلسوف وباحث طبي أمريكي، ولد في 9 يونيو 1941 في ميلواكي في الولايات المتحدة.